# ポスタ・フィブレーノ
ポスタ・フィブレーノ（伊: Posta Fibreno）は、イタリア共和国ラツィオ州フロジノーネ県にある、人口約1,000人の基礎自治体（コムーネ）。

## 地理

### 位置・広がり

#### 隣接コムーネ
隣接するコムーネは以下の通り。
- アルヴィート
- ブロッコステッラ
- カンポリ・アッペンニーノ
- フォンテキアーリ
- ヴィカルヴィ

### 気候分類・地震分類
ポスタ・フィブレーノにおけるイタリアの気候分類 (it) および度日は、zona D, 1859 GGである。
また、イタリアの地震リスク階級 (it) では、zona 1 (sismicità alta) に分類される。

## 行政

### 山岳部共同体
広域行政組織である山岳部共同体「ヴァッレ・ディ・コミーノ山岳部共同体」 (it:Comunità montana Valle di Comino) （事務所所在地: アティーナ）を構成するコムーネの一つである。

### 分離集落
ポスタ・フィブレーノには、以下の分離集落（フラツィオーネ）がある。
- Camminate, Campo Gizzi, Carpello, Casalvittoria, Centro Storico, Colleroccia, Cona, Lollo, Piscina, Pizzone, Tagliata